# Ioana I de Neapole
Ioana I (în italiană Giovanna I; (n. 1326, Napoli, Regatul Neapolelui – d. 27 iulie 1382, Muro Lucano, Basilicata, Italia]) a fost regina de Napoli și Contesă de Provența și Forcalquier din 1343 până la moartea sa. A deținut, de asemenea, titlul de prințesă de Achaea și a revendicat coroana Ierusalimului și Siciliei.

## Familia și viața politică
Născută la o dată necunoscută din prima jumătate a anului 1326, Ioana a fost cel mai mare copil supraviețuitor a lui Carol, Duce de Calabria (fiul cel mare al regelui Robert de Neapole) și a Mariei de Valois (o soră a regelui Filip al VI-lea al Franței). Ducele de Calabria a murit înainte ca fiica sa mai mică, Maria, să se nască. Moartea sa a făcut-o pe Ioana cea mai mare fiică dintre cei doi copii supraviețuitori, în prima linie de succesiune a tronului. A fost proclamată ducesă de Calabria în 1333 și prințesă de Salerno pe 26 iunie 1344.
La vârsta de opt ani (1334), ea a fost logodită cu prințul Andrei în vârstă de șase ani, un membru al filialei maghiare din Casa de Anjou, fiul lui Carol I al Ungariei și fratele mai mic al lui Ludovic I. Prin tatăl său, el a avut dreptul la guvernarea regiunii Neapole, ceea ce se crede că era superior pretenției lui Robert și Ioanei.
Când regele Robert a murit în 1434, în ultimul său testament a lăsat regatul său ca moștenire Ioanei și nu a făcut nici o mențiune pentru Andrei, nici măcar ca și consort, încercând să-l excludă de la guvernare. În cazul în care Ioana ar fi murit fără copii, coroana avea să fie deținută de sora sa mai mică, Maria. 
Cu aprobarea papei Clement al VI-lea, Ioana a fost încoronată ca monarh unic în Neapole, în august 1344. Temându-se pentru viața lui, Andrei i-a scris mamei sale, Elisabeta, că avea să fugă în curând din împărăție. Aceasta a intervenit și a făcut o vizită de stat. Înainte ca ea să revină în Ungaria, l-a mituit pe papa Clement să revină la decizia sa și să permită încoronarea lui Andrei. De asemenea, i-a dat un inel lui Andrei, care avea să-l protejeze de moartea prin otrăvire sau lamă și s-a întors cu un fals sentiment de securitate în Ungaria.
Ioana a pierdut un aliat important atunci când mama sa vitregă, Sancha de Mallorca, s-a retras într-o mănăstire, păstrând rezistența interferențelor papale în regat. Având în vedere scrisorile adresate Papei, a fost de acord ca Andrei să fie încoronat, doar că încoronarea ei trebuia binecuvantată de Dumnezeu.
Când Ioana s-a îmbolnăvit în vara anului 1344, Andrei a provocat o mare controversă atunci când i-a eliberat pe frații Pipini. Ei au fost închisi de către Robert după ce au fost condamnați pentru crimă, viol, jaf, trădare și o altă serie de infracțiuni. Posesiunile lor au fost date altor nobili, care au devenit din ce în ce mai ostili pentru Andrei.

## Asasinarea soțului ei și urmările
Auzind de schimbarea deciziei Papei, un grup de conspiratori nobili (implicarea reginei Ioana a rămas nedovedită), erau determinați să prevină încoronarea lui Andrei. În timpul unei vânători în Aversa, în 1345, Andrei și-a părăsit camera în mijlocul nopții și a căzut în mijlocul conspiratorilor. Un slujitor trădător a barat ușa în urma lui, iar în timp ce Ioana se afla în camera alăturată, a urmat o luptă teribilă în care Andrei se apăra cu furie și țipa după ajutor. Copleșit de puteri, acesta a fost strangulat cu un cordon și a fost aruncat de la o fereastră cu o frânghie legată de organele genitale. Isolda, doica lui Andrei, a auzit strigătele și cu propriile ei țipete a reușit să-i alunge pe criminali. Ea a luat cadavrul prințului și l-a dus în biserica călugărilor, unde a rămas și a jelit până a doua zi dimineață. Când cavalerii maghiari au ajuns, ea le-a spus totul în limba lor maternă astfel încât nimeni altcineva să nu descopere adevărul, iar aceștia au părăsint Neapole pentru a-l informa pe regele Ungariei.
Ea a informat papalitatea despre crimă, precum și alte state din Europa, iar cercul de prieteni ai Ioanei erau considerați cei mai suspecți. Pe 25 decembrie, Ioana a născut primul copil. Când a făcut public faptul că intenționează să se căsătorească cu unul dintre verișorii ei din ramura Taranto și nu cu fratele mai mic a lui Andrei, Ștefan, ungarii au acuzat-o în mod deschis de crimă.
Ludovic de Taranto a fost un războinic experimentat care a înțeles politica napolitană după ce a fost crescut la curtea Caterinei de Valois, mătușa Ioanei. După ce Ioana a declarat intenția de a se căsători cu el, fratele său, Robert, s-a unit cu vărul său și rivalul său de odinioară, Carol de Durazzo, împotriva lor. Unii curteni și slujitori ai Ioanei au fost torturați și executați, inclusiv guvernanta ei siciliană, Philippa Catanian și apoi familia acesteia. Ludovic a reușit cu succes să învingă forțele fratelui său, dar când a ajuns în Neapole a aflat că maghiarii plănuiau să invadeze. Ioana a făcut un pact cu Regatul Siciliei, impiedicându-i să invadeze și căsătorindu-se cu Ludovic.
Ea s-a mai căsătorit de încă două ori, prima dată cu Jaime al IV-lea de Mallorca și Prinț de Achaea, Otto, Duce de Brunswick-Grubenhagen. Fiul ei și a lui Andrei a murit la o vârstă fragedă, la fel ca și cele două fiice ale ei cu Ludovic.

## Intrigile politice
Domnia ei a fost marcată de lupte politice violente între membrii casei Angevin. Asasinarea lui Andrei a atras ura regelui Ludovic I al Ungariei și invazia sa în Neapole. Robert de Taranto și Carol de Durazzo au dezertat atunci când a devenit cunoscută dimensiunea armatei ungare. Ioana a fost forțată să fugă în Avignon pentru o lungă perioada de timp, și a fost nevoită să plătească pentru întoarcerea ei în regat, vănzându-și drepturile sale către orașul Papei Clement al VI-lea. După mai multe înverșări ale averii, atât Ioana cât și Ludovic au fost de acord cu cererea papală pentru un armistițiu. Problema avea să fie rezolvată de către un nou proces asupra asasinării lui Andrei, care a avut loc în Avignon. Ioana a fost achitată de toate acuzațiile și a putut să se întoarcă în regatul său.
Al doilea soț al ei, Ludovic de Taranto, a fost încoronat ca rege consort în 1352, singurul dintre soții ei căruia i s-a acordat de bunăvoie acest stat. În 1373, vărul ei și fostul cumnat, Filip al II-lea de Taranto a demisionat la drepturile sale asupra Principatului Achaea, așa cum a făcut și cel de-al treilea soț, Jaime, înainte de moartea sa în 1375.

## Administrarea și curtea
Ioana s-a implicat complet în conducerea regatului său și s-a bucurat de fiecare aspect al guvernării. Deși ea a fost un conducător corect și judicios, nici o lege sau edict nu a fost realizată vreodată fără aprobarea și sigiliu ei. Potrivit biografului Ioanei, Nancy Goldstone, la scurt timp după încoronarea ei, regina a continuat tradiția Angevinilor de a construi biserici și alte edificii publice, inclusiv spitale. Ea l-a invitat pe scriitorul Petrarca să locuiască la curtea ei ca un mijloc de a menține un nivel ridicat de cultură. Neobișnuit pentru acea perioadă, Ioana a avut o abordare modernă pentru sistemul public de sănătate, oferindu-le celor săraci posibilitatea de a primi tratament medical gratuit. Profesia medicală s-a extins în Neapole și în plus, a existat un numar mai mare de practicanți de sex feminin decât în orice alt regat din Europa.
Domnia Ioanei a fost, de asemenea, marcată de sprijinul și protecția afacerilor locale și de crearea de noi instituții. Crima a fost redusă foarte mult și ea a fost un susținător al păcii, extinzându-se și în Sicilia și Piemont.
În ciuda spiritualității sale profunde și a prieteniei cu Caterina de Siena și Bridget a Suediei, curtea ei a fost remarcabilă pentru extravaganta colecție de animale exotice și a servitorilor de origini diferite, incluiv turci și africani.
Scriitorul contemporan Giovanni Boccaccio a descris-o pe regina Ioana ca fiind regina din Sicilia și Ierusalim care este mai renumită decât alte femei din timpul ei, prin putere și caracter. Un poet necunoscut din secolul al XIV-lea a adus un omagiu reginei printr-un poem:
Regina Ioana,
Nici grasă nici slabă și cu față ovală și armonioasă,
Bine favorizată, cu toate virtuțiile divine,
Un suflet blând, plin de har, generos și luminos
Imaginile existente dezvăluie faptul că ar fi avut părul blond și pielea albă.

## Problemele cu papalitatea
Ioana a sprijinit papalitatea Avignon în timpul Schismei Apusene și s-a aliat cu Franța, adoptându-l pe Ludovic I de Anjou, un fiu mai mic a lui Ioan al II-lea al Franței, în calitate de moștenitor al ei. Franța și Clement al VII-lea s-au bazat pe Neapole pentru a fi platforma Italiei, în cazul în care ar fi trebuit să rezolve schisma prin forță. În represalii, în aprilie 1380, Papa Urban al VI-lea a declarat-o eretică iar regatul ei, un fief papal, a fost reținut și dăruit lui Carol de Durazzo, soțul nepoatei sale și moștenitor. Ea a reacționat prin trecerea moștenirii sale lui Ludovic I, Duce de Anjou, fratele regelui Carol al V-lea al Franței. Această mișcare l-a favorizat pe Carol de Durazzo, pentru că Ludovic era forțat să rămână în Franța după moartea fratelui său. Carol a fost recunoscut rege de Napoli de către papa Urban al VI-lea, în iunie 1381 și cu sprijinul maghiar, a avansat prin Napoli unde Ioana i-a încredințat soțului ei, Otto, câteva trupe. După înfrângerea lui Otto la Anagni și după ocolirea apărării napolitane de la Aversa, Carol a înaintat spre Neapole pe 26 iunie și a asediat Castelul dell'Ovo unde se afla Ioana. La sfârșitul lunii august, Otto a încercat din nou să-și elibereze soția dar a fost zdrobit și făcut prizonier. Ea a fost forțată să se predea și a fost închisă în cetatea San Fele, aproape de Muro Lucano.

## Asasinarea
Preocupat de încoronarea lui Ludovic de către papa Clement al VII-lea și de puterea militară a acestuia, Carol a asasinat-o pe Ioana pe 27 iulie 1382, la vârsta de 56 de ani. Ea a fost sufocată cu pernele, în semn de răzbunare pentru metoda aplicată Ducelui Andrei. Corpul ei a fost adus în Neapole, unde timp de mai multe zile a fost așezată pentru a fi văzută de toți, după care a fost aruncată într-o fântână adâncă de la Biserica Santa Chiara. Împărăția Napolitană a fost lăsată într-un război de zeci de ani pentru succesiune. Ludovic de Anjou a fost capabil să-și păstreze teritoriile din Provența și Forcalquier. James de Baux, nepotul lui Filip al II-lea de Taranto, a cerut Principatul Achaea după detronarii ei din 1381.

## Copiii
În total, Ioana a avut trei copii din două căsătorii. Din prima căsătorie cu Andrei, Duce de Calabria, Ioana a avut un fiu, pe Carol Martel (născut în Napoli pe 25 decembrie 1345 - decedat în Ungaria pe 10 mai 1348). Din a doua căsătorie cu Ludovic, Prinț de Taranti, Ioana a avut două fiice, Caterina și Frances. Ambele au murit în copilărie, iar după moartea lor, Ioana nu a mai avut copii.